# Anatomie des décapodes

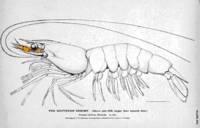
Antennules

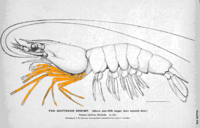
Péréiopodes

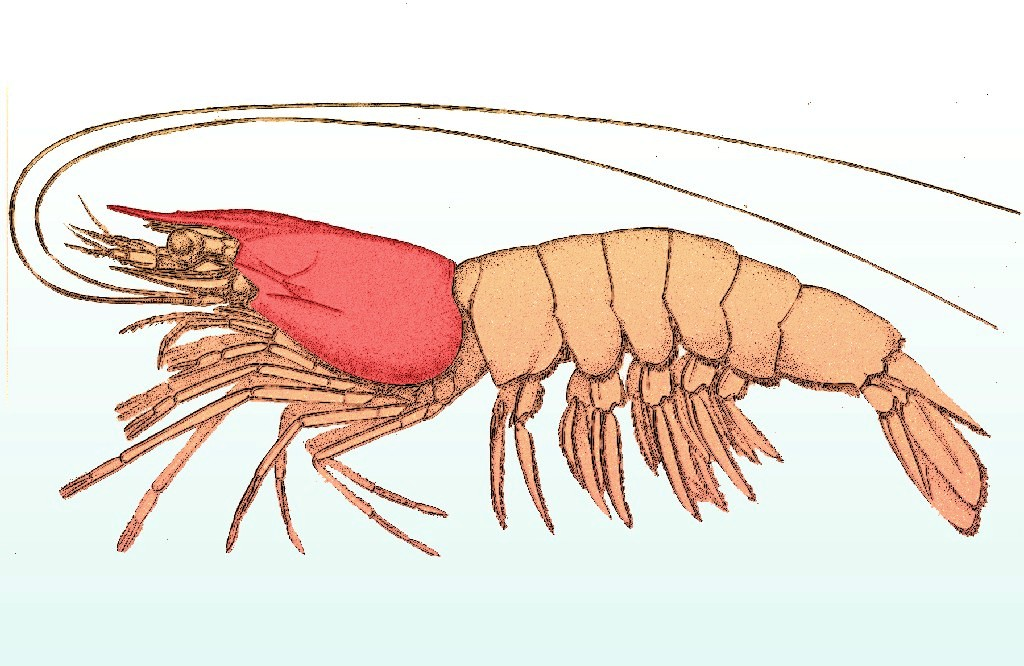
Carapace

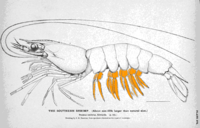
Pleopods

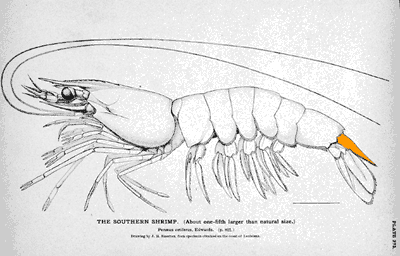
Telson

Le corps des décapodes (crustacés et non céphalopodes) tels que le crabe, le homard ou la crevette est formé de dix-neuf segments corporels regroupés en deux parties principales : le céphalothorax et l'abdomen. Chaque segment peut porter une paire d'appendices qui peuvent être parfois réduits ou manquants. Ce sont, de la tête à la queue :

## Céphalothorax

### Tête ou céphalon
- 1 antennules
- 2 antennes
- 3 mandibules
- 4 premiers maxillaires ou maxillules
- 5 seconds maxillaires ou maxilles

La tête porte aussi les yeux composés.

### Thorax ou péréion
- 6 premières pattes-mâchoires ou maxillipèdes
- 7 secondes pattes-mâchoires ou maxillipèdes
- 8 troisièmes pattes-mâchoires ou maxillipèdes
- 9 premières pattes locomotrices ou péréiopodes
- 10 deuxièmes pattes locomotrices ou péréiopodes
- 11 troisièmes pattes locomotrices ou péréiopodes
- 12 quatrièmes pattes locomotrices ou péréiopodes
- 13 cinquièmes pattes locomotrices ou péréiopodes

Chez les décapodes les moins évolués, les pattes mâchoires et les pattes locomotrices peuvent être très semblables. Les pattes-locomotrices servent aussi à rassembler les aliments. Elles portent aussi les organes sexuels sur la troisième paire chez la femelle, la cinquième chez le mâle. Chaque appendice depuis les seconds maxillaires jusqu'aux cinquièmes pattes locomotrices porte des branchies. Chez les Anomura (bernard-l'hermite et apparentés), la cinquième paire de pattes locomotrices est souvent cachée à l'intérieur de la chambre branchiale et sert à nettoyer les branchies. Le céphalothorax est recouvert par une carapace qui protège les organes internes et les branchies. La partie de la carapace située au niveau des yeux, à l'avant de la tête, est appelée le rostre.

## Abdomen ou pléon
- 14 premières pattes natatoires ou pléopodes
- 15 deuxièmes pattes natatoires ou pléopodes
- 16 troisièmes pattes natatoires ou pléopodes
- 17 quatrièmes pattes natatoires ou pléopodes
- 18 cinquièmes pattes natatoires ou pléopodes
- 19 uropodes

Les pattes natatoires sont aussi utilisées pour porter les œufs (sauf chez la crevette). Chez certaines espèces, la première ou les deux premières paires de pattes natatoires sont utilisées chez les mâles pour fertiliser les ovules et sont appelées de ce fait gonopodes. 
À l'extrémité de l'abdomen se trouve la queue formée de deux uropodes sur le côté et du telson, qui porte l'anus, au centre. C'est elle qui sert de gouvernail à l'animal lorsqu'il nage.
Chez les crabes et autres décapodes apparentés, l'abdomen est replié sous le céphalothorax.